# Lupinus adsurgens
Lupinus adsurgens är en ärtväxtart som beskrevs av Elmer Reginald Drew. Lupinus adsurgens ingår i släktet lupiner, och familjen ärtväxter.

## Underarter
Arten delas in i följande underarter:
- L. a. adsurgens
- L. a. lilacinus
- L. a. undulatus